# Centre de treballs manuals d'Ezulwini
El Centre de treballs manuals d'Ezulwini és un centre de treballs manuals d'importància regional notable a la vall d'Ezulwini, que es troba al nord-oest de Swazilàndia, a la carretera MR3. El centre obrí amb el suport de la inversió taiwanesa i presenta diverses escultures, joies, tèxtils i altres treballs manuals locals.